# Wasser hat keine Balken (1921)
Wasser hat keine Balken (Originaltitel The Boat) ist ein US-amerikanischer Slapstick-Film aus dem Jahr 1921. Der Film basiert auf dem Drehbuch von Buster Keaton und Edward F. Cline, die auch die Regie übernahmen. Der Film hat den deutschen Titel Wasser hat keine Balken, Alternativtitel Das Boot. Der Titel Wasser hat keine Balken wird neben anderen deutschen Titeln alternativ auch für den Buster Keaton-Film Steamboat Bill, jr. verwendet.

## Handlung
Buster hat sich in der Garage ein eigenes Schiff gebaut. Er hat es auf den Namen „Damfino“ („Weiße Nichte“) getauft. Die Probleme fangen schon an, als sich herausstellt, dass das Schiff nicht durch das Garagentor passt. Beim Stapellauf geht das Schiff unter. Doch dies ist noch längst nicht das letzte Malheur. Für das Schiff verliert die Familie ihr Haus und ihr Auto. Aber irgendwann kann die Familie mit dem Schiff tatsächlich auf See hinausfahren – natürlich nicht ohne weitere Probleme.
Die Familie gerät nachts mit ihrem Boot in einen Sturm. Buster funkt S.O.S. Auf die Frage der Küstenwache, wer den Notruf abgibt, antwortet Buster: „Weiße Nichte“. Die Küstenwache versteht „weiß nicht“, antwortet noch „ich auch nicht“ und legt dann auf. (Anm.: In der Originalfassung handelt es sich um das Wortspiel Damfino / „damn if I know“). Die Familie steigt in das Rettungsboot. Auch das Rettungsboot geht unter. Zum Glück stellt sich heraus, dass es nicht weit zum rettenden Ufer ist. Busters Frau fragt: „Wo sind wir?“ Buster antwortet: „Weiße Nichte“.

## Hintergrund
Filmarchitekt war Fred Gabourie.